# Ismo Falck
Ismo Kalevi Falck (Paltamo, 22 agosto 1966) è un ex arciere finlandese.

## Palmarès

### Olimpiadi
- 1 medaglia:
  - 1 argento (Barcellona 1992 a squadre)